# Calvin Greenaway
Calvin Greenaway, född 11 maj 1948, död 14 januari 2016, var en antiguansk och barbudansk friidrottare. Han deltog vid olympiska sommarspelen 1976.